# Vladimír Šverák
Vladimír Šverák (1959) é um matemático tcheco. É desde 1990 professor da Universidade de Minnesota, notável por suas contribuições ao cálculo de variações.
Obteve um doutorado na Universidade Carolina em 1986, orientado por Jindřich Nečas.
Foi palestrante convidado do Congresso Internacional de Matemáticos em Zurique (1994: Lower semicontinuity of variational integrals and compensated compactness).